# Бензилморфін
Бензилморфін — напівсинтетичний опіоїдний наркотик, з'явився на міжнародному ринку в 1896 році. Використовувався майже так, як кодеїн і етилморфін, насамперед, як помірний анальгетик, при операціях на очах, а також, як ліки від кашлю.